# Opus Arena
Opus Arena – stadion piłkarski w Osijeku w Chorwacji. Mecze na tym obiekcie rozgrywa klub piłkarski NK Osijek.
Pojemność stadionu wynosi 13 005, a koszt realizacji budowy stadionu wyniósł 65 mln $. Stadion był nominowany do nagrody w konkursie Stadium of the Year 2023 organizowanym przez serwis Stadiony.net.